# Jan Stráský
Jan Stráský (24 de dezembro de 1940 - 6 de novembro de 2019) foi um político checo, que notadamente atuou como primeiro-ministro e presidente da Checoslováquia em 1992.

## Biografia
Stráský estudou filosofia e política econômica na Universidade Carolina em Praga. Durante os anos 1960 e 1980, ele trabalhou no Banco Central da Checoslováquia. De 1964 a 1969, foi membro do Partido Comunista da Checoslováquia.
Em 1991, Stráský tornou-se membro do Partido Democrático Cívico, a partir de 1992 foi membro do parlamento, ministro dos Transportes (1993-1995) e ministro da Saúde (1995-1996). De 2 de julho a 31 de dezembro de 1992, atuou como primeiro-ministro, bem como presidente interino da Checoslováquia (antes de ser dissolvida). Mais tarde, deixaria a política e de 2005 até sua morte trabalhou no serviço civil.
Ele morreu em 6 de novembro de 2019 na capital tcheca, aos 78 anos.